# Augustin Hadelich
Augustin Hadelich, né le 4 avril 1984 à Cecina, en Italie, est un violoniste classique italien d'origine allemande naturalisé américain, lauréat d'un Grammy Award.

## Biographie

### Jeunesse et éducation
Augustin Hadelich est né à Cecina, en Italie, de parents allemands. Ses deux frères aînés jouent déjà du violoncelle et du piano quand Augustin, cinq ans, commence ses études de violon avec son père, agriculteur et violoncelliste amateur. Au début de son développement musical, Hadelich progresse dans ses études grâce à des cours irréguliers et à des classes de maître de violonistes voyageant près de la ferme Hadelich dans la campagne toscane, notamment Uto Ughi, Christoph Poppen, Igor Ozim et Norbert Brainin. Enfant prodige, Hadelich connaît une carrière florissante en tant que violoniste, pianiste et compositeur en Allemagne.
En 1999, Augustin Hadelich est blessé dans l'incendie de la ferme familiale, et doit être transporté par avion pour être soigné en Allemagne. L'accident le laisse incapable de jouer pendant plus d'un an. Pour lui « c'est peut-être à cause de cette expérience — parce que j'ai eu ce moment où je n'étais pas sûr de pouvoir rejouer du violon un jour — que j'apprécie davantage ce qui se passe dans ma vie. J'essaie vraiment de profiter de chaque instant. Cela m'a fait réaliser à quel point la musique était importante pour moi. »
Après sa guérison, Hadelich est diplômé summa cum laude de l'Instituto Mascagni de Livourne, et auditionne avec succès pour être admis à la Juilliard School.
De 2004 à 2007, Hadelich étudie à la Juilliard School avec Joel Smirnoff, obtenant son diplôme d'études supérieures en 2005 et son diplôme d'artiste en 2007. Après ses études, Hadelich s'installe à New York et devient citoyen américain en 2014.

### Carrière
Peu de temps après avoir remporté le premier prix au Concours international de violon d'Indianapolis en 2006, Augustin Hadelich effectue plusieurs remplacements avec de grands orchestres. En 2008, il remplace Julian Rachlin au Hollywood Bowl, se produisant avec l'orchestre philharmonique de Los Angeles. En 2010, Hadelich fait ses débuts avec l'Orchestre philharmonique de New York au Bravo! Vail Festival, remplaçant le violoniste Nikolaj Szeps-Znaider.
Au cours de la décennie suivante, il retourne plusieurs fois à l'orchestre philharmonique de Los Angeles et à l'orchestre philharmonique de New York. Il se produit avec tous les autres grands orchestres d'Amérique du Nord, tels que le Boston Symphony, le Cleveland Orchestra, le Chicago Symphony, le Philadelphia Orchestra, le San Francisco Symphony, ainsi que les orchestres symphoniques d'Atlanta, Baltimore, Cincinnati, Dallas, Detroit, Floride, Houston, Minnesota, Montréal, Oregon, Seattle, Saint-Louis, Toronto, Utah, et Vancouver.
Hadelich fait également ses débuts avec des orchestres prestigieux en Europe et en Asie, parmi lesquels le Bavarian Radio Symphony Orchestra, le Munich Philharmonic, le London Philharmonic Orchestra, le Royal Liverpool Philharmonic Orchestra, le Royal Concertgebouw Orchestra, le NHK Symphony Orchestra (Tokyo), et l'Orchestre philharmonique de Hong Kong. En 2019, il est nommé Artiste en association avec l'Orchestre NDR Elbphilharmonie de Hambourg, titre qu'il conservera pendant 3 ans.
Hadelich est connu pour interpréter un large éventail de répertoires. Bien qu'il soit souvent programmé pour jouer du répertoire standard des concertos pour violon (Beethoven, Brahms, Sibelius, Tchaïkovski, etc.), il est également un champion d'œuvres contemporaines, telles que les concertos pour violon de Thomas Adès, Henri Dutilleux et György Ligeti, et des oeuvres de Brett Dean, David Lang, György Kurtag, Toru Takemitsu et Bernd Alois Zimmermann,,.

### Récompenses et distinctions
Augustin Hadelich a été nommé « Instrumentiste de l'année » 2018 par Musical America.
En décembre 2017, Hadelich a reçu un doctorat honorifique de l'Université d'Exeter au Royaume-Uni.
En février 2016, Augustin Hadelich remporte son premier Grammy Award dans la catégorie Best Classical Instrumental Solo lors de la 58e cérémonie des Grammy Awards à Los Angeles pour son interprétation du Concerto pour violon d'Henri Dutilleux, « L'arbre des songes », avec le Seattle Symphony et le directeur musical Ludovic Morlot sur l'étiquette Seattle Symphony Media,.
En octobre 2015, Hadelich devient le premier lauréat du Warner Music Prize, qui comprend une subvention de 100 000 $ et une opportunité d'enregistrement avec Warner Classics.
En plus de la médaille d'or qu'il remporte au Concours international de violon d'Indianapolis en 2006, Augustin Hadelich reçoit également plusieurs distinctions, dont la meilleure interprétation d'un concerto romantique, d'un concerto classique, d'une sonate de Beethoven, d'une sonate pour violon autre que Beethoven, d'une œuvre de Bach, d'une œuvre commandée, d'une pièce de rappel, et d'un caprice de Paganini.
Hadelich reçoit également une bourse de carrière Avery Fisher (2009), une bourse Borletti-Buitoni Trust (2011),et le prix Martin E. Segal du Lincoln Center (2012)[réf. nécessaire].

### Discographie
Augustin Hadelich enregistre exclusivement pour l'étiquette Warner Classics, et son premier enregistrement pour celle-ci des 24 Caprices pour violon solo de Paganini, est sorti en janvier 2018. En avril 2019, Warner Classics sort l'enregistrement des concertos de Brahms et Ligeti avec le Norwegian Radio Orchestra, dirigé par Miguel Harth-Bedoya.
En 2015, pour son enregistrement du Concerto pour violon d'Henri Dutilleux (« L'arbre des songes ») avec le Seattle Symphony et Ludovic Morlot, sur l'étiquette du Seattle Symphony, il reçoit le Grammy 2016 du meilleur solo instrumental classique.
En 2017, il sort l'enregistrement des interprétations en direct du concerto de Tchaïkovski, la Symphonie espagnole de Lalo est sortie sur le étiquette London Philharmonic.
Entre 2009 et 2016, avant de signer avec Warner Classics, il sort six CD pour étiquette AVIE.
Son album de 2014 des concertos pour violon de Sibelius et Thomas Adès avec Hannu Lintu et le Royal Liverpool Philharmonic Orchestra est nommé pour un prix Gramophone et son album en duo de 2016 avec la pianiste Joyce Yang est nommé pour un Grammy Award 2018 dans la catégorie pour la meilleure musique de chambre/performance d'un petit ensemble.
Il a également publié deux albums pour Naxos en 2008 et 2009.

#### Enregistrements complets
- Naxos – Telemann, 12 Fantaisies pour violon seul, 2007
- Naxos – Haydn, intégrale des concertos pour violon avec l'Orchestre de chambre de Cologne, 2008
- Avie – Flying Solo : oeuvres de Bartók / Paganini / Ysaÿe / Zimmerman, 2009
- Avie – Échos de Paris : œuvres de Poulenc / Stravinsky / Debussy / Prokofiev – avec Robert Kulek, piano, 2011
- Avie – Histoire du Tango : œuvres de Piazzolla / De Falla / Paganini / Sarasate – avec Pablo Sáinz Villegas, guitare, 2013
- Avie – Sibelius, Violin Concerto / Thomas Adès, Violin Concerto (Concentric Paths (en)) avec Royal Liverpool Philharmonic et Hannu Lintu, 2014
- Avie – Bartók, Concerto pour violon no 2 / Mendelssohn, Concerto pour violon – Orchestre de la radio norvégienne, Miguel Harth-Bedoya (direction), 2015
- Seattle Symphony Media – Dutilleux, L'arbre des songes – Seattle Symphony, Ludovic Morlot (dir.), 2015
- Avie – œuvres de Franck / Kurtág / Previn / Schumann – avec Joyce Yang, piano, 2016
- London Philharmonic – Tchaikovsky, Violin Concerto / Lalo, Symphonie Espagnole – London Philharmonic Orchestra, Vassili Petrenko (dir.), Omer Meir Wellber (dir.), 2017
- Musique de cantaloup - David Lang, « Sonates mystères », 2018
- Warner Classics – Paganini, 24 Caprices pour violon seul, 2018
- Warner Classics - Concertos pour violon de Brahms et de Ligeti - Orchestre de la radio norvégienne, Miguel Harth-Bedoya (chef d'orchestre), enregistré en 2017/2018, sorti en 2019
- Warner Classics – Bohemian Tales – Violin Concerto (Dvořák), œuvres d'Antonín Dvorák, Leos Janácek, Josef Suk / Bavarian Radio Symphony Orchestra, Jakub Hrůša (chef d'orchestre), 2020
- Warner Classics – Bach Sonates et Partitas, 2021.

### Instrument
D'octobre 2006 à août 2010, Hadelich s'est produit avec le Stradivari « ex-Gingold » de 1683 en tant que lauréat permanent du premier prix du Concours d'Indianapolis.
Hadelich a ensuite joué avec le violon Kiesewetter Stradivarius de 1723, prêté par Clement et Karen Arrison par l'intermédiaire de la Stradivari Society de Chicago.
Hadelich se produit actuellement avec le « Leduc / Szeryng », un Garneri del Gesù de 1744, prêté par l'intermédiaire du Tarisio Trust pour une période prolongée.